# Gola National Forest
Gola National Forest är en skog i Liberia.   Den ligger i regionen Gbarpolu County, i den västra delen av landet, 70 km norr om huvudstaden Monrovia.